# Glock-Pistole
Die Glock-Pistole ist eine Selbstladepistole, die um 1980 vom österreichischen Ingenieur Gaston Glock entwickelt wurde und vom Waffenhersteller Glock aus Deutsch-Wagram hergestellt wird. Einige konstruktive Neuerungen zur Sicherungstechnik und der Polygonlauf waren Konstruktionsdetails, die nachfolgend auch bei Pistolen anderer Hersteller angewendet wurden. Eine weitergehende Neuerung war das Nutzen der Teniferierung zum Beschichten der Stahlteile der Waffe, statt des üblichen Brünierens. Dadurch ergab sich ein geringerer Verschleiß. Das Basismodell der Waffe ist die Glock 17.

## Entwicklung und Geschichte
Der Kunststofftechniker und Fabrikant Gaston Glock hatte bereits ab 1970 das österreichische Bundesheer mit Feldmessern, Übungshandgranaten und Maschinengewehrgurten beliefert. Als das österreichische Bundesheer 1980 eine neue Handfeuerwaffe suchte, die mit großer Magazinkapazität einfach zu handhaben und kostengünstig in der Anschaffung sein sollte, bot sich Glock an, eine neue Waffe zu entwickeln. In enger Abstimmung mit Waffenexperten der Armee entwarf er den Prototyp einer Pistole mit einem Griff aus Kunststoff und einem Abzug mit vorgespanntem Schlagbolzen. Am 30. April 1981 reichte Glock ein entsprechendes Patent ein. Da es sich um sein insgesamt 17. Patent handelte, nannte er die neue Pistole Glock 17. Die Vorteile der Glock 17 lagen darin, dass es sich um eine leichte und robuste Waffe aus vergleichsweise wenigen Teilen und einer Magazinkapazität von 17 Schuss handelte. Damit gewann Glock 1982 die Ausschreibung des Bundesheeres vor neun anderen Anbietern. Glock baute in Deutsch-Wagram eine Produktionsstätte mit computergesteuerten Maschinen auf, in der sich die Glock 17 kostengünstig herstellen ließ. Nach der Gründung einer Tochtergesellschaft in den USA im Jahr 1985 entstand in Smyrna (Georgia) eine Produktionsstätte und 1987 eine weitere im österreichischen Ferlach.

### Aufstieg in den USA
1986 kam es zu einer Schießerei in Miami (Florida), bei der es acht FBI-Agenten erst nach fünf Minuten und 140 Schüssen gelang, zwei flüchtige, schwer bewaffnete Verbrecher, die sie mit Autos gestoppt hatten, zu töten. Zwei der Beamten wurden getötet, fünf weitere schwer verletzt. Das Ereignis weckte, wie Paul Barrett berichtet, bei vielen amerikanischen Polizisten die Angst, die Polizei sei Verbrechern waffentechnisch unterlegen. In vielen amerikanischen Polizeibehörden entstand das Bedürfnis, die üblichen sechsschüssigen Revolver (meist von Smith & Wesson) durch halbautomatische Pistolen mit größeren Magazinen zu ersetzen. Dem Waffenhersteller Glock gelang es, die gerade neu entwickelte Glock 17 als passende Waffe für diesen Bedarf zu positionieren. Die Stadtpolizei von Miami war die erste großstädtische Polizeibehörde, die 1986 ihre Bewaffnung auf Glock-Pistolen umstellte. Es folgten Dallas, San Francisco, St. Paul, Minneapolis, Jacksonville (Florida) sowie Toronto in Kanada. Die Polizeibehörde von Jacksonville (Florida) testete 1987 mehrere halbautomatische Pistolen, wobei die Glock 17 am besten abschnitt. Der Testbericht fand weite Verbreitung bei anderen Polizeibehörden.
Bis 1990 verkaufte Glock Hunderttausende Pistolen an amerikanische Polizeibehörden, Sicherheitsdienste und Justizvollzugsanstalten. Zahlreiche zivile Waffenkäufer folgten diesem Trend. Der Absatz von Glock-Pistolen auf dem US-Markt wuchs von 25.000 Stück 1985 über 120.000 Stück 1990 auf 213.000 Stück 1996.
Die Popularität der Glock-Pistole ist zum Teil auf geschickte Produktplatzierung in Hollywood-Filmen zurückzuführen. Glock verkaufte die Pistolen zu großzügigen Sonderpreisen, wenn diese als Requisit verwendet wurden. Auch machte Glock, im Gegensatz zu anderen Herstellern, nur wenig Auflagen, wie die Pistolen filmisch darzustellen seien. Den ersten Auftritt hatte 1987 die Glock-Pistole in der Fernsehserie Miami Vice. Eine große Bühne bot der Actionfilm Stirb langsam 2 im Jahre 1990. Dort wurde eine fiktive „Glock 7“ als eine in Deutschland gebaute Porzellan-Waffe beschrieben, die mit einem Metalldetektor nicht aufzuspüren ist und mehr kostet als das Monatsgehalt eines Polizisten. Auch wenn die Beschreibung voller Fehler war, die Pistole wurde so zum Gesprächsthema. Die Glock-Pistolen wurden in verschiedenen weiteren Filmen verwendet; namentlich genannt wurden sie in Auf der Jagd (1998) und End of Days – Nacht ohne Morgen (1999). Im Film Knight and Day wird bei einer Glock 19 auf die Herkunft Österreichs hingewiesen.
Welchen Einfluss die Pistole in der US-Popkultur hat, lässt sich vor allem im Hip-Hop und Gangsta-Rap erkennen. Die Gruppen Three 6 Mafia, Cypress Hill und TRU verwenden die Glock schon im Titel ihrer Songs; zahlreiche Stücke anderer Gruppen erwähnen die Pistole in den Texten.

### Die 10-mm-Pistole
1990 entschied sich das FBI, eine 10-mm-Pistole mit hoher Mannstoppwirkung einzuführen. Kurz nach der Übernahme der 10 mm durch das FBI kam Kritik von Seiten der Beamten wegen des starken Rückstoßes dieser Waffen auf. Smith & Wesson entwickelte daraufhin zusammen mit Winchester eine entsprechende Patrone, die .40 S&W. Glock wandelte in kurzer Zeit die Glock 17 für diese Patrone ab und brachte Mitte 1990 die Glock 22 auf den Markt, die der von Smith & Wesson geplanten „FBI-Pistole“ zuvorkam.
Glock hat die drei Modelle Glock 20, Glock 29 und Glock 40 im Kaliber 10 mm Auto.

### Nachahmer und Plagiatsprozess
Der enorme Erfolg der Glock-Pistolen rief Nachahmer auf den Plan. 1994 reagierte S&W mit der Markteinführung der Smith & Wesson Sigma, die bei vielen Waffenspezialisten als Plagiat der Glock 17 galt. Glock klagte gegen S&W wegen Patentverletzung. Die Parteien einigten sich 1997 außergerichtlich auf eine Schadensersatzzahlung an Glock und die Änderung des Designs der Sigma.

### Die „Baby-Glocks“
1995 führte Glock die Subkompakt-Modelle Glock 26 und Glock 27 ein. Sie bedienten einen Trend zu kleineren Handfeuerwaffen mit relativ großen Kalibern, die z. B. in die Handtaschen von Frauen passen sollten. In der amerikanischen Öffentlichkeit wurden sie „Baby-Glocks“ oder „Pocket Rockets“ genannt. Zum Geschäftserfolg dieser Modelle trug nach Einschätzung von Paul Barrett und Tom Diaz auch eine Kampagne der National Rifle Association für die Lockerung der Waffengesetze in vielen Bundesstaaten der USA bei.

## Lauf
Der Lauf der Glock-Pistolen ist kaltgehämmert, hat Rechtsdrall und keine herkömmlichen Züge und Felder mit seitlichen Kanten, sondern bis einschließlich Pistolen der vierten Generation (Gen4) ein polygonales (sechs- oder achteckiges) Innenprofil (Polygonlauf). Dank der dadurch erreichten besseren Anpassung des Geschosses werden Gasdruckverluste minimiert, was zu einer höheren Mündungsgeschwindigkeit, einer gestreckteren Flugbahn und dadurch höheren Treffgenauigkeit führt. Zudem werden wegen der fehlenden scharfen Kanten Ablagerungen vermindert und das Reinigen des Laufes erleichtert.
Ab der 5. Generation (Gen5) verfügt der Lauf über ein neues, verbessertes Polygonalprofil „GMB“ (Glock Marksman Barrel), welches im Rahmen einer Ausschreibung für die US Army entwickelt wurde. Das Profil erhöht die Präzision erheblich, ebenso erleichtert es die forensische bzw. ballistische Auswertung in puncto Zuordnung verschossener Projektile zu einer Waffe.

## Verschluss
Zur Verriegelung des Verschlusses wird das modifizierte Browning-System eingesetzt. Der Lauf verriegelt dabei bei den meisten Glock-Modellen direkt im Auswurffenster des Verschlusses, respektive Schlittens. Unter dem Patronenlager sitzt eine offene Steuerkulisse, die das hintere Laufende nach wenigen Millimetern Rücklauf nach unten zieht und dadurch den Schlitten freigibt. Dieser läuft weiter bis zum hinteren Anschlag, zieht dabei die abgeschossene Hülse aus und wirft sie nach rechts oben aus. Beim Vorlauf des Schlittens wird eine neue Patrone aus dem Magazin ins Patronenlager zugeführt und in der Endphase werden Schlitten und Lauf über die Steuerkulisse wieder verriegelt.
Nebst dem Browning-System verwendet Glock auch den verzögerten Masseverschluss und den Drehlaufverschluss (verriegelter Verschluss) als Verriegelungssysteme für die Glock-Pistolen.

## Zündvorrichtung
Der Schlagbolzen ist federnd gelagert und ragt nach unten aus dem Verschluss heraus. Beim Betätigen des Abzugs wird eine Metallplatte im Griffstück nach hinten geschoben, hakt an der Verlängerung des Schlagbolzens ein und zieht ihn zurück. Dabei senkt sich die Platte langsam nach unten, so dass an einem bestimmten Punkt der Schlagbolzen an der Kante der Metallplatte abrutscht, von der Schlagbolzenfeder nach vorne beschleunigt wird und die Patrone zündet. Durch die Repetierbewegung des Verschlusses wird, neben dem Nachladevorgang, das Schlagbolzenschloss beim Schließen wieder teilvorgespannt.
Die österreichische Ordonnanzpistole Roth-Steyr M1907 verwendete bereits ein ähnliches Abzugsystem.
Eine Glock-Pistole ist daher nicht wie ein Revolver nach jedem einzelnen Schuss komplett entspannt und muss nicht für jeden weiteren Schuss über das Abzugszüngel neu vollgespannt werden (typisch für Double-Action-System), sondern die Waffe befindet sich nach jedem Schuss in teilvorgespanntem durchgeladenen Zustand und ist feuerbereit (teilvorzuspannendes DAO-System oder „Glock-Safe-Action“). Für die Schussauslösung ist dabei weniger Kraft als beim DAO-System einzusetzen.

## Sicherungen
Alle Glock-Pistolen verfügen über drei automatische Sicherungen: die Abzugssicherung, eine Schlagbolzensicherung und eine Fallsicherung, keine davon mit einem zusätzlich zu betätigenden äußeren Bedienelement.
- Die Abzugssicherung ist eine in den Abzugszüngel mittig eingelassene Kunststofftaste, die beim orthogonalen Betätigen des Abzugszüngels durch den Finger eingesenkt wird und dabei das Züngel entsichert. Drückt der Finger oder ein Fremdkörper schräg auf den Abzug, ohne dass die Taste dabei gedrückt wird, bleibt der Abzug gesperrt. Eine Abzugsbetätigung durch Fremdkörper oder beim Sturz der Waffe soll damit unterbunden werden.
- Die Schlagbolzensicherung ist ein zylindrisches Element im Verschluss des teilvorzuspannenden Glock-Systems mit einer mittigen Ausnehmung. Bei nicht gezogenem Abzug blockiert sie den Schlagbolzenkanal und wird erst beim Ziehen des Abzugs mittels der Abzugsstange nach oben gedrückt, sodass der Schlagbolzen dann durch die Ausnehmung gleiten kann. Fällt die Waffe aus großer Höhe, könnte der Schlagbolzen beschleunigt werden, weshalb das Element den Schlagbolzenweg blockiert.

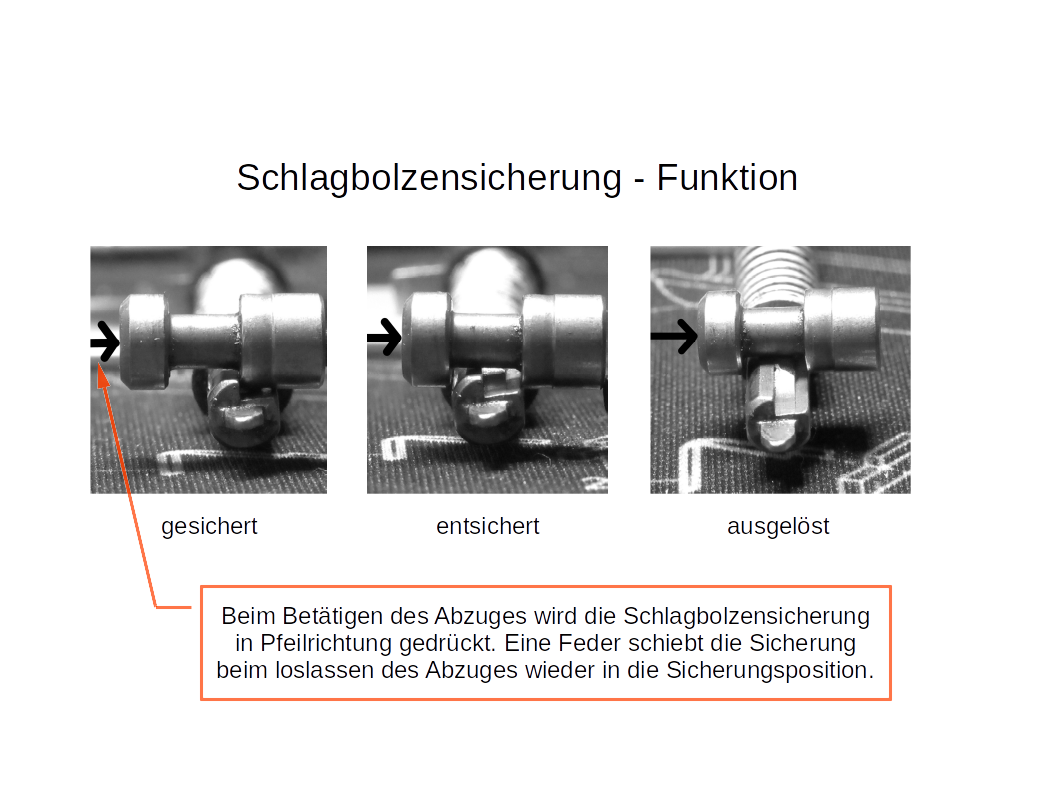
Schlagbolzensicherung

- Die Fallsicherung besteht aus einer am Steuerblock im hinteren Ende des Griffstücks angebrachten Kulisse, die ein vorzeitiges Absenken der Abzugsstange verhindert. Die Abzugsstange kann erst, nachdem sie durch Ziehen des Abzugs nach hinten bewegt wurde, nach unten absinken und gibt dann den Schlagbolzen frei.

Die Glock-Pistole ist nach jedem Schuss voll gesichert und lässt sich nur durch erneutes Betätigen des Abzugs wieder voll spannen, entsichern und auslösen.

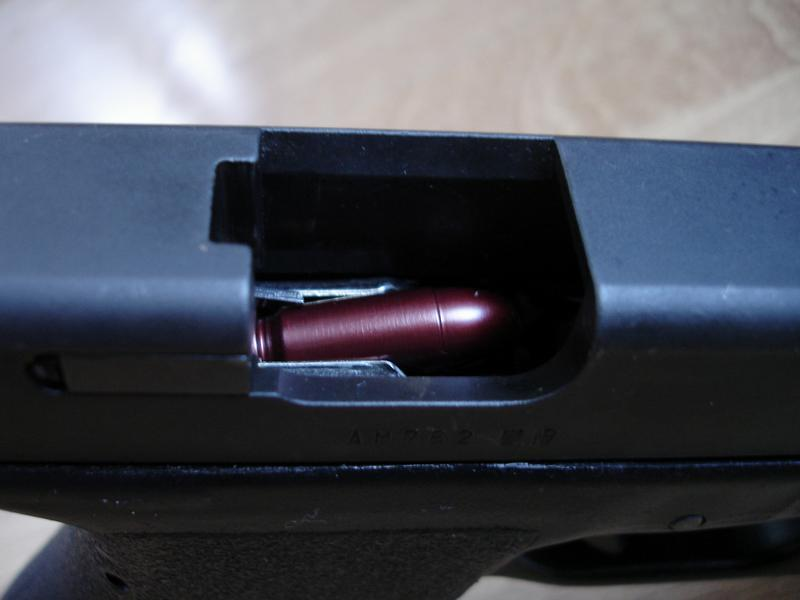
Glock 17, offener Verschluss mit Pufferpatrone

## Magazin
Da das Polymergriffstück der Pistole ohne aufgesetzte Griffschalen auskommt, können auch in großen Kalibern zweireihige Magazine eingesetzt werden, ohne dass das Griffstück zu dick wird. Die damit erreichte hohe Magazinkapazität hat aber auch eine große Gewichtsdifferenz und Schwerpunktsverlagerung vom voll geladenen zum leergeschossenen Zustand der Waffe zur Folge, was von Sportschützen oft als Nachteil empfunden wird.

## Versionen
Die einzelnen Versionen der Glock 17 bis Glock 48 unterscheiden sich vom Ausgangsmodell, der Glock 17, in unterschiedlichen Griffstückgrößen, Lauflängen, Kalibern und der Art des Verschlusses.
Die Glock-Pistolen G25 und G28 im Kaliber .380 ACP sind prinzipiell gleich gebaut wie die anderen Modelle, haben jedoch einen verzögerten Masseverschluss, Lauf und Verschluss verriegeln in geschlossener (geladener) Position nicht miteinander, da beide Verriegelungskanten abgeschrägt sind. Beim Schuss bewegt sich zunächst nur der Verschluss bei einem stehenbleibenden Lauf ca. 4 mm nach hinten, worauf seine abgeschrägte Verriegelungskante auf die des Laufes trifft. Danach legen Verschluss und Lauf eine gemeinsame Strecke von ca. 3 mm zurück, worauf der Lauf durch Laufhaken und Verriegelungsblock nach unten abgekippt wird. Obschon der Verschluss dadurch „gebremst“ wird, bleibt ihm noch genügend Energie für den kompletten Repetiervorgang.
Das Modell 46 baut auf einem Drehlaufverschluss auf, der den Lauf vom Verschluss nach Verlassen des Projektils aus dem Lauf durch eine Drehbewegung entriegelt. Der Verschluss läuft dann weiter zurück, wie bei den anderen Modellen und repetiert beim Vorlaufen eine neue Patrone ein.
Die Modelle 18 und 18C bilden insofern eine Ausnahme, als dass sie für Einzel- und Dauerfeuer geeignet sind und somit als Maschinenpistolen gelten. Die Liste der Modellversionen zeigt die Modellnummern (Typen), Kaliber und erhältliche Bauformen. Höhen sind inklusive Magazine angegeben. Magazingrößen sind u. a. in der Form x-y angegeben, wobei x für normale Magazine und y für Magazine mit erweitertem Magazinfuß mit zwei weiteren Patronen stehen.
- Modelle mit dem Suffix C sind mit einem Kompensator ausgestattet. Modelle der Generation 5 gibt es bisher nicht mit Kompensator.
- Modelle mit dem Suffix SF (Short Frame) haben eine geringere Länge zwischen Abzug und Griffstück. Dies sorgt u. a. für einen angenehmeres Griffgefühl für Nutzer mit kleineren Händen. Magazine der normalen Varianten, z. B. der Glock 21, passen auch in SF Modelle, hier die Glock 21 SF. SF Modelle gibt es nur im Format der Generation 3. Die Glock 30S ist wie die 30SF, jedoch ist die Verschlussbreite von 28,5 mm auf 25,5 mm verringert.
- Von Glock werden vergrößerte Magazinböden angeboten, welche die Magazinkapazität um zwei Patronen erhöhen.
- Für alle Modelle mit mehr als zehn Patronen Magazinkapazität gibt es auch auf zehn Patronen limitierte Magazine (vorwiegend für den US-amerikanischen Zivilmarkt).
- Die IPSC-Modelle entsprechen den Spezifikationen der International Practical Shooting Confederation.
- Die Modell Glock 18/18C sind die einzigen Modelle, welche ab Werk Einzel- und Dauerfeuer erlauben (Für andere Modelle sind Erweiterungen für eine Auswahl von Dauerfeuer erhältlich).
- Die Modelle der (inoffiziellen) Generation 2.5 sind Modelle der Generation 3, die aber keine Montageschiene am Griffstück besitzen.
- Alle Modular Optic System (MOS) Modelle erlauben das Montieren eines kleinen Rotpunktvisiers auf dem Verschluss.
  - Alle Modelle der Generation 4 und 5 und Slim-line-Modelle im Kaliber 9 × 19 mm, mit Ausnahme der Glock 26 Gen4, sind in MOS-Versionen (Modular Optic System) verfügbar.
  - Die Glock 43 ist als MOS-Variante nur in Kombination mit dem Verschluss der Glock 43X verfügbar.
  - Die Modelle Glock 34, Glock 40 und Glock 47 stehen nur als MOS Varianten zur Verfügung.
- Die Crossover-Modelle vereinen einen kürzen Verschluss mit einem größeren Griffstück in den Varianten Kompakt/Standard und Sub-Kompakt/Kompakt.
- Die Slimline-Modelle besitzen ein einreihiges Magazin, wodurch die Breite weiter verringert werden konnte. Dadurch eignet sie sich besser zum verdeckten Tragen. Dennoch existieren auch zweireihige Magazine, welche jedoch nicht von Glock, sondern von anderen Herstellern, sog. After-market Production, hergestellt wurden
- Die Modelle im Kaliber .380 ACP werden mit verzögerten Masseverschluss ausgerüstet.
- Die Modelle Glock 46 und 47 sind Vertragspistolen, welche für die Ausschreibung der deutschen Polizei (Glock 46)[14][15] und für die US-Behörde United States Customs and Border Protection (Glock 47) konzipiert wurden.
- Das Modell Glock 46 ist das einzige Modell mit Drehlaufverschluss.

| Typ           | Gen              | Kaliber    | Verschluss            | Griffstück   | Lauf    | Visier               | Länge  | Höhe   | Breite             | Magazingröße                             |
| ------------- | ---------------- | ---------- | --------------------- | ------------ | ------- | -------------------- | ------ | ------ | ------------------ | ---------------------------------------- |
| 17/ 17C/ P80  | Gen1-3 Gen4 Gen5 | 9 × 19 mm  | Standard              | Standard     | 114 mm  | 165 mm 169 mm 165 mm | 204 mm | 139 mm | 32 mm 32 mm 34 mm  | 17–19/24/31–33/10                        |
| 17L           | Gen1-3           | 9 × 19 mm  | Lang                  | Standard     | 153 mm  | 205 mm               | 242 mm | 139 mm | 33 mm              | 17–19/24/31–33/10                        |
| 18/ 18C       | Gen1-3           | 9 × 19 mm  | Standard              | Standard     | 114 mm  | 165 mm               | 204 mm | 155 mm | 34 mm              | 17–19/24/31–33/10                        |
| 19/ 19C       | Gen1-3 Gen4 Gen5 | 9 × 19 mm  | Kompakt               | Kompakt      | 102 mm  | 153 mm 158 mm 153 mm | 187 mm | 128 mm | 32 mm 34 mm (Gen5) | 15–17/17–19/24/31–33/10                  |
| 19X           |                  | 9 × 19 mm  | Kompakt               | Standard     | 102 mm  | 152 mm               | 189 mm | 139 mm | 33 mm              | 15–17/17–19/24/31–33/10                  |
| 20/ 20C/ 20SF | Gen1-4           | 10 mm Auto | Standard              | Standard     | 119 mm  | 172 mm               | 205 mm | 140 mm | 34 mm              | 15                                       |
| 21/ 21C/ 21SF | Gen1-4           | .45 ACP    | Standard              | Standard     | 117 mm  | 177 mm               | 205 mm | 140 mm | 34 mm              | 13–15/10                                 |
| 22/ 22C       | Gen1-4 Gen5      | .40 S&W    | Standard              | Standard     | 114 mm  | 165 mm 164 mm        | 204 mm | 139 mm | 32 mm              | 15–16/22/10                              |
| 23/ 23C       | Gen1-4 Gen5      | .40 S&W    | Kompakt               | Kompakt      | 102 mm  | 153 mm 152 mm        | 187 mm | 128 mm | 32 mm              | 13-14/15–16/22/10                        |
| 24/ 24C       | Gen2-3           | .40 S&W    | Lang                  | Standard     | 153 mm  | 205 mm               | 243 mm | 139 mm | 33 mm              | 15–16/22/10                              |
| 25            | Gen3             | .380 ACP   | Kompakt               | Kompakt      | 102 mm  | 153 mm               | 187 mm | 128 mm | 32 mm              | 15–17/10                                 |
| 26            | Gen2.5-4 Gen5    | 9 × 19 mm  | Sub- kompakt          | Sub- kompakt | 87 mm   | 137 mm               | 165 mm | 106 mm | 32 mm 34 mm (Gen5) | 10-12/15-17/17-19/24/17-19/31-33         |
| 27            | Gen2.5-5         | .40 S&W    | Sub- kompakt          | Sub- kompakt | 87 mm   | 137 mm               | 165 mm | 106 mm | 32 mm 33 mm (Gen5) | 9-10/13-14/15-16/22                      |
| 28            | Gen2.5           | .380 ACP   | Sub- kompakt          | Sub- kompakt | 87 mm   | 137 mm               | 165 mm | 106 mm | 32 mm              | 10-12/15-17/10                           |
| 29/ 29SF      | Gen2.5-4         | 10 mm Auto | Sub- kompakt          | Sub- kompakt | 96 mm   | 150 mm               | 177 mm | 115 mm | 35 mm              | 10/15                                    |
| 30/ 30SF/ 30S | Gen2.5-4         | .45 ACP    | Sub- kompakt          | Sub- kompakt | 96 mm   | 150 mm               | 177 mm | 122 mm | 35 mm              | 9-10/13                                  |
| 31/ 31C       | Gen2-4           | .357 SIG   | Standard              | Standard     | 114 mm  | 165 mm               | 204 mm | 139 mm | 32 mm              | 15–16/10                                 |
| 32/ 32C       | Gen2-4           | .357 SIG   | Kompakt               | Kompakt      | 102 mm  | 153 mm               | 187 mm | 128 mm | 32 mm              | 13-14/15-16/10                           |
| 33            | Gen2.5-4         | .357 SIG   | Sub- kompakt          | Sub- kompakt | 87 mm   | 137 mm               | 165 mm | 107 mm | 32 mm              | 9-10/13-14/15-16                         |
| 34            | Gen1-3 Gen4 Gen5 | 9 × 19 mm  | IPSC Modell           | Standard     | 135 mm  | 192 mm 192 mm 193 mm | 222 mm | 139 mm | 33 mm 34 mm (Gen5) | 17–19/24/31–33/10                        |
| 35            | Gen3-4           | .40 S&W    | IPSC Modell           | Standard     | 135 mm  | 192 mm               | 224 mm | 139 mm | 33 mm              | 15–16/22/10                              |
| 36            | Slim/ Gen3       | .45 ACP    | Sub- kompakt          | Sub- kompakt | 96 mm   | 150 mm               | 177 mm | 120 mm | 30 mm              | 6 (ab Werk einreihig)                    |
| 37            | Gen3-4           | .45 GAP    | Standard              | Standard     | 114 mm  | 165 mm               | 204 mm | 139 mm | 33 mm              | 10                                       |
| 38            | Gen3             | .45 GAP    | Kompakt               | Kompakt      | 102 mm  | 153 mm               | 187 mm | 128 mm | 33 mm              | 8/10                                     |
| 39            | Gen2.5           | .45 GAP    | Sub- kompakt          | Sub- kompakt | 87 mm   | 137 mm               | 165 mm | 106 mm | 33 mm              | 6/8/10                                   |
| 40            | Gen4             | 10 mm Auto | Lang                  | Standard     | 153 mm  | 211 mm               | 241 mm | 139 mm | 34 mm              | 15                                       |
| 41            | Gen4             | .45 ACP    | IPSC Modell           | Standard     | 135 mm  | 195 mm               | 223 mm | 139 mm | 34 mm              | 13                                       |
| 42            | Slim             | .380 ACP   | Sub- kompakt          | Sub- kompakt | 82,5 mm | 125 mm               | 151 mm | 105 mm | 25 mm              | 6 (ab Werk einreihig)                    |
| 43            | Slim             | 9 × 19 mm  | Sub- kompakt          | Sub- kompakt | 86,5 mm | 133 mm               | 159 mm | 108 mm | 27 mm              | 6 (ab Werk einreihig)                    |
| 43X           | Slim             | 9 × 19 mm  | Sub- kompakt          | Kompakt      | 87 mm   | 133 mm               | 165 mm | 128 mm | 28 mm              | 10 (ab Werk einreihig)/15 (after market) |
| 44            | Gen5             | .22 l.r.   | Kompakt               | Kompakt      | 102 mm  | 153 mm- 158 mm       | 185 mm | 128 mm | 32 mm              | 10 (ab Werk einreihig)                   |
| 45            | Gen5             | 9 × 19 mm  | Kompakt               | Standard     | 102 mm  | 153 mm               | 189 mm | 139 mm | 34 mm              | 15–17/17–19/24/31–33/10                  |
| 46            |                  | 9 × 19 mm  | Kompakt               | Kompakt      | 97 mm   | 164 mm               | 190 mm | 129 mm | 34,5 mm            | 15                                       |
| 47            | Gen5             | 9 × 19 mm  | Standard/ Kompakt     | Standard     | 114 mm  |                      | 202 mm | 139 mm | 34 mm              | 10-12/15-17/17-19/24/17-19/31-33         |
| 48            | Slim             | 9 × 19 mm  | Kompakt/ Sub- kompakt | Kompakt      | 106 mm  | 152 mm               | 185 mm | 128 mm | 28 mm              | 10 (ab Werk einreihig)/15 (after market) |

Beispiele für Glock-Pistolen
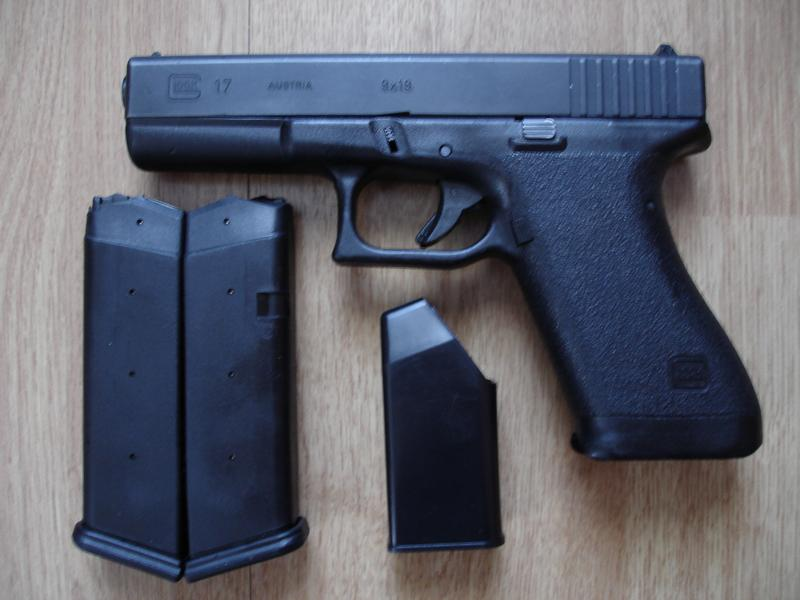
Glock 17 (1. Generation) mit 2 Magazinen und Ladehilfe
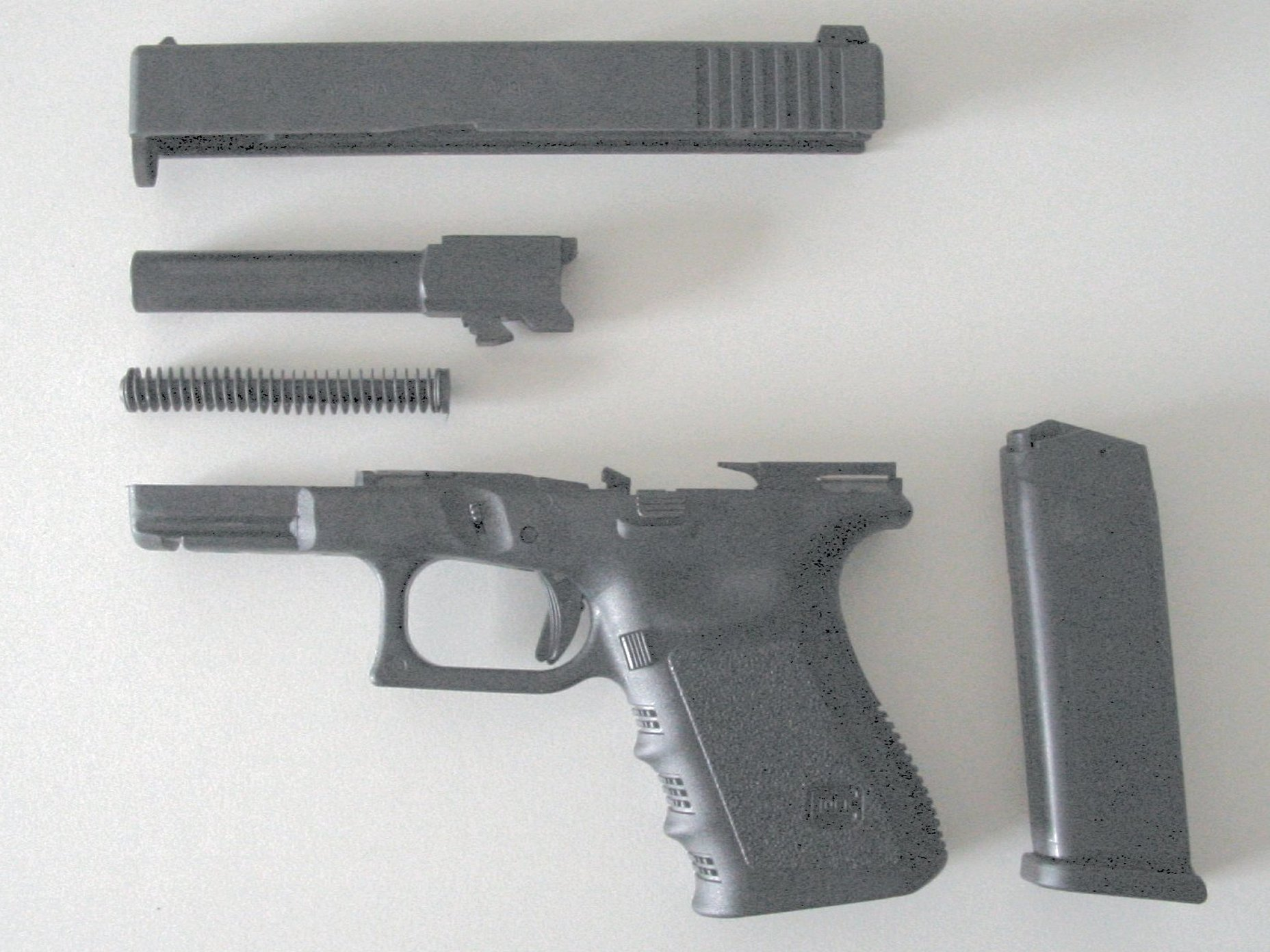
Glock 19 zerlegt („Field strip“)
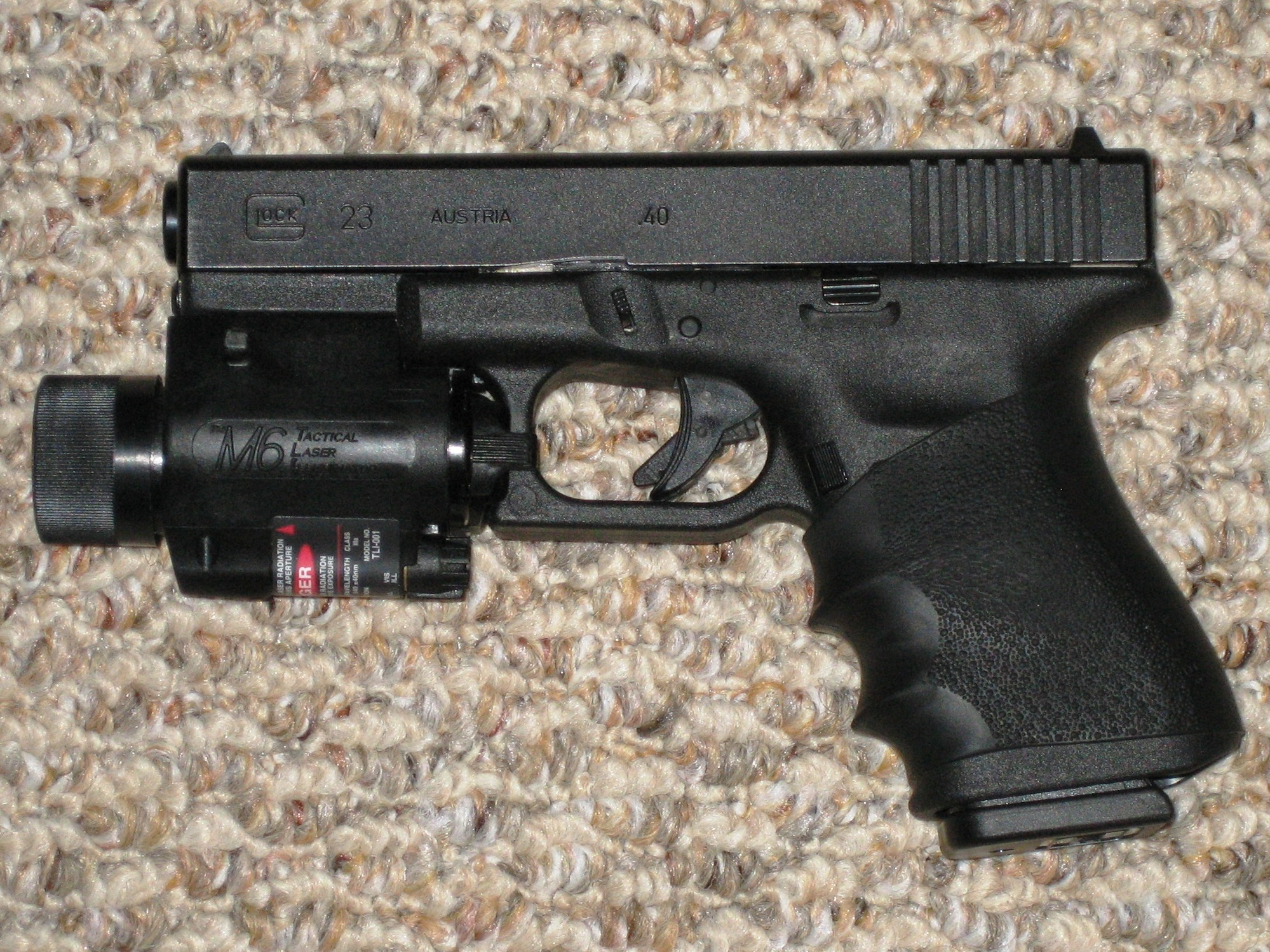
Glock 23 mit Tactical Light
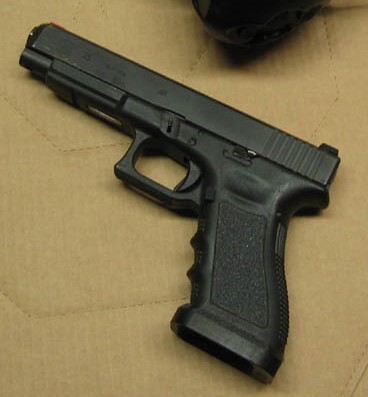
Glock 35
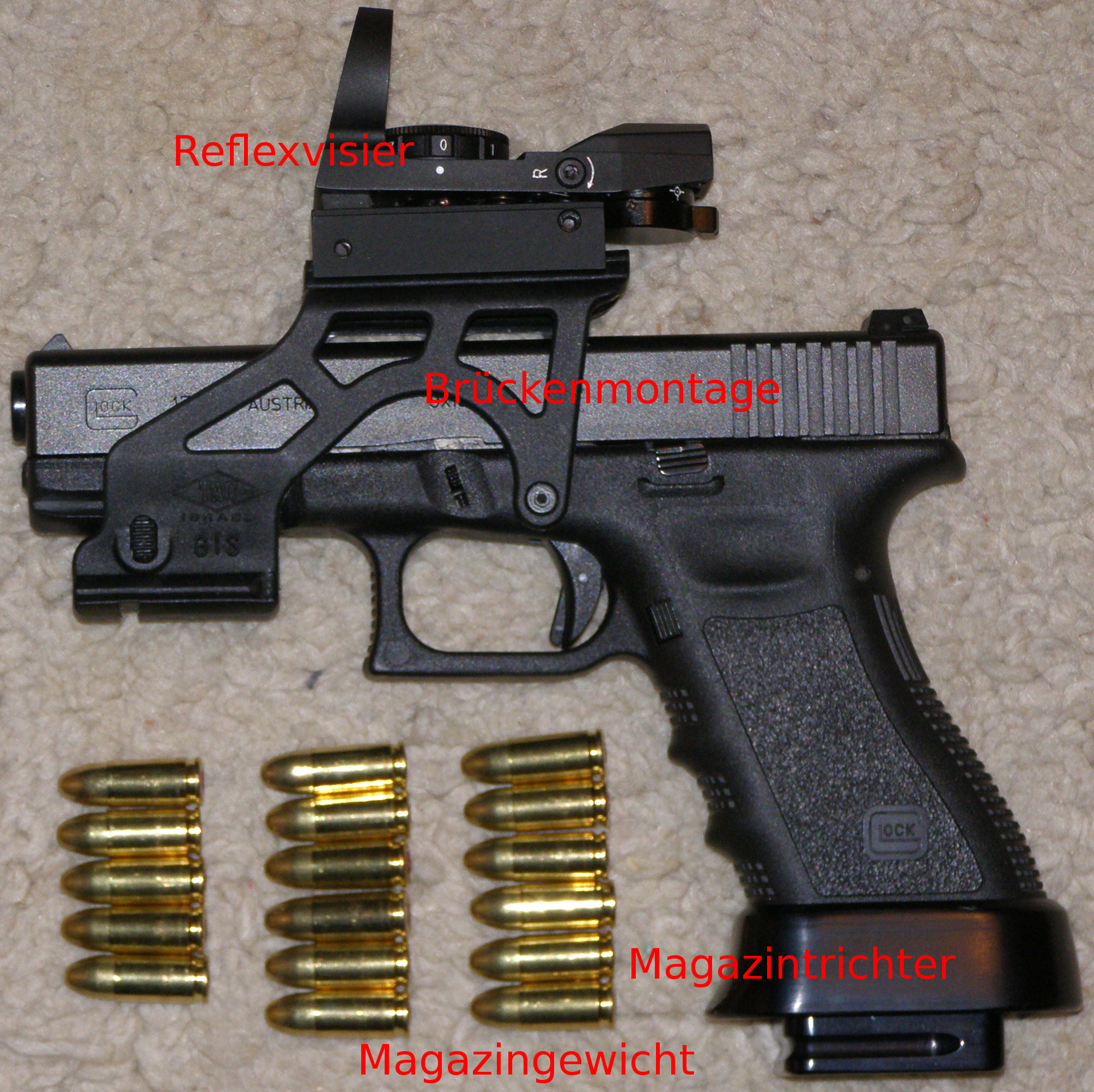
Glock 17 mit Anbauteilen

Es gibt bei den Glock-Pistolen zwei kaliberabhängige Griffstückklassen: Zum einen das Griffstück der Kaliber-9-mm-Modelle, auf das auch die Systeme in den Kalibern .380 Auto, .357 SIG, .40 S&W und .45 GAP passen, zum anderen das Griffstück Kaliber-.45-ACP-Modelle, auf welches nur noch Systeme im Kaliber 10 mm Auto passen.

## Debatten und Kritik
Die Glock-Pistole war mehrfach Gegenstand öffentlicher Debatten in den USA.

### Diskussionen über „Plastikdesign“ und Terroristen
Als die Glock-Pistole Mitte der 1980er Jahre auf dem amerikanischen Markt erschien, erregte die Tatsache Aufsehen, dass ihr Gehäuse teilweise aus Kunststoff besteht. Noel Koch, Terrorismus-Experte des US-Verteidigungsministeriums, schaffte es Ende 1985 nach eigenen Angaben, eine zerlegte Glock 17 durch die Röntgenkontrolle des Washingtoner Flughafens zu schmuggeln, und warnte danach vor der Gefahr, Flugzeugentführer könnten Glock-Pistolen als Waffen benutzen. Der Journalist Jack Anderson veröffentlichte diese Kritik im Januar 1986 in der Washington Post und vermischte sie mit einem Bericht über Libyens Diktator Muammar al-Gaddafi, der damals angeblich am Kauf von Glock-Pistolen interessiert war. Das US Bureau of Alcohol, Tobacco and Firearms (ATF) und die Federal Aviation Administration (FAA) widersprachen der Behauptung Kochs. Dennoch verboten die Stadt New York sowie die Bundesstaaten Maryland, South Carolina und Hawaii 1986 namentlich die Einfuhr von Glock-Pistolen wegen ihres Rufs als Waffe von Terroristen.
Im gleichen Jahr wurde die Glock-Pistole Gegenstand einer Anhörung vor einem Unterausschuss des amerikanischen Repräsentantenhauses, der vom Abgeordneten William J. Hughes geleitet wurde. Als Zeuge vor dem Unterausschuss trat auch Gaston Glock auf. Es gab dort letztlich keinen Beschluss gegen die Glock-Pistole.
Das New Yorker Glock-Verbot endete 1988 spektakulär, als die Nachrichtenagentur Associated Press die Meldung veröffentlichte, dass Benjamin Ward, ein hoher New Yorker Polizeibeamter, eine Glock 17 mit sich trage. In diesem Zusammenhang bezeichneten mehrere Zeitungen die Glock-Pistole als „Super Gun“ (Superwaffe).
Letztendlich führte die Diskussion um die Glock 17 zu der 1988 beschlossenen gesetzlichen Regelung über die Entdeckbarkeit von Feuerwaffen in dem Undetectable Firearms Act. Seitdem muss eine in den USA zugelassene Feuerwaffe mindestens 105 Gramm (3,7 Unzen) Metall, in einer als Waffe erkenntlichen Kontur, beinhalten.

### Diskussionen um große Magazine
1991 wurde die Glock-Pistole zum Gegenstand einer Parlamentsdebatte im jahrzehntelangen Streit um das Waffenrecht der USA. Am 16. Oktober 1991 hatte ein 35-jähriger Amerikaner in einem Restaurant in Killeen, Texas, 23 Menschen getötet und 20 weitere verletzt (Amoklauf von Killeen). Als Tatwaffe hatte er eine Glock 17 benutzt, die er legal in Nevada gekauft hatte. Es war der bis dahin folgenschwerste Amoklauf in der Geschichte der USA. Zufällig debattierte am gleichen und am folgenden Tag das Repräsentantenhaus über eine Gesetzesvorlage zur Verbrechensverhütung. Dazu gehörte der Gesetzesvorschlag, 13 halbautomatische Waffen, die äußerlich wie Kriegswaffen anmuten sowie Magazine mit mehr als sieben Schuss schärfer zu kontrollieren. In der Debatte nahmen mehrere Abgeordnete, darunter John Conyers und der Texaner Chet Edwards, Bezug auf den Amoklauf von Killeen und die dort verwendete Glockpistole. Sie argumentierten, dass der Täter mit kleineren Magazinen wahrscheinlich nicht so viele Menschen hätte töten können. Die Gegner der Vorlage bestritten das, weil der Täter ihrer Meinung nach jede beliebige Waffe hätte nutzen können. Präsident George Bush sen. äußerte sich in einem Interview ähnlich. Am Ende lehnte das Repräsentantenhaus mit 247 zu 177 Stimmen Beschränkungen für halbautomatische Waffen und große Magazine ab. 1993 allerdings griff der Kongress auf Betreiben von Präsident Bill Clinton in der „Brady Bill“ die Beschränkung der Magazingröße wieder auf.

### Diskussionen um Sicherheitsprobleme
Mehrfach gab es in den USA Diskussionen um den relativ geringen Abzugswiderstand der Glock-Pistole. Als 1987 die Polizei von Jacksonville (Florida) Glock-Pistolen im Vergleich testete, wurde der geringe Abzugswiderstand als positive Eigenschaft bewertet, weil er auch schlecht trainierten Schützen erlaube, schnell und gezielt genug zu schießen. Doch sogleich gab es auch einen Unfall: Ein Polizist erschoss versehentlich einen Teenager, weil er während der Polizeikontrolle den Finger vorschriftswidrig auf dem Abzug platziert hatte.
Ein ähnlicher Vorfall ereignete sich 1991 in Knoxville (Tennessee) und löste einen Schadensersatzprozess der Familie der getöteten Frau gegen den Hersteller Glock aus. Die Kläger argumentierten, die Glock-Pistole sei unnötig gefährlich, weil der Abzugswiderstand der Glock 17 zu gering sei, der Hebelweg zu kurz und ein äußerer Sicherungsriegel fehle. Im Prozess trat auch Gaston Glock als Zeuge auf und bestand darauf, dass seine Pistole fehlerfrei sei. Das Gericht folgte ihm und lehnte eine Haftung des Herstellers ab.
Der amerikanische Waffenexperte Massad Ayoob teilte 1990 die Kritik an diesen Sicherheitsproblemen in einem Artikel im Magazin GUNS.
1997 gelang es Präsident Bill Clinton, in einer spektakulären Gesprächsrunde im Weißen Haus Vertreter von acht amerikanischen Waffenherstellern, darunter Glock, auf eine Selbstverpflichtung festzulegen, Kindersicherungen für ihre Handfeuerwaffen anzubieten. Sie sollten die Gefahr verringern, dass spielende Kinder geladene Pistolen abfeuern können. Im Gegenzug verzichteten die Demokraten im Kongress auf eine entsprechende Gesetzesvorlage. Der Deal stieß auf heftigen Widerstand der Lobbyorganisation National Rifle Association und auch auf Kritik der Waffenkontrolle-Aktivisten.

### Barrett 2012
Paul M. Barrett: Glock. The Rise of America’s Gun. Crown Publishing, New York 2012, ISBN 978-0-307-71995-9 (englisch).
1. ↑  
S. 13 in der Google-Buchsuche
2. ↑  
S. 14 in der Google-Buchsuche
3. ↑  
S. 1–5 in der Google-Buchsuche
4. ↑  
S. 4, 51f in der Google-Buchsuche
5. ↑  
S. 52 in der Google-Buchsuche
6. ↑  
S. 55 in der Google-Buchsuche
7. ↑  
S. 110f in der Google-Buchsuche
8. ↑  
S. 160 in der Google-Buchsuche
9. ↑  
S. 97f in der Google-Buchsuche
10. 1 2  
S. 155f in der Google-Buchsuche
11. ↑  
S. 34f in der Google-Buchsuche
12. ↑  
S. 40 in der Google-Buchsuche
13. ↑  
S. 43 in der Google-Buchsuche
14. ↑  
S. 44–47 in der Google-Buchsuche
15. ↑  
S. 63 in der Google-Buchsuche
16. ↑  
S. 106–110, gestützt auf „Congressional Quarterly Weekly Report“, 19. Oktober 1991 in der Google-Buchsuche
17. ↑  
S. 55–57 in der Google-Buchsuche
18. ↑  
S. 141–145 in der Google-Buchsuche
19. ↑  
S. 146–148 in der Google-Buchsuche
20. ↑  
S. 194–197 in der Google-Buchsuche